# Full Metal Panic!
Full Metal Panic!, oftast förkortad FMP!, är en science fiction-light novel skriven av Shouji Gatou som för första gången utkom den 9 september 1998. Den innehåller inslag av både mecha och komedi. Den blev senare en manga och anime, vilket den är mest känd som i västvärlden.  Animen sändes på japansk TV mellan den 8 januari 2002 och den 18 juni 2002. Den fick senare två uppföljare: den humorinriktade Full Metal Panic? Fumoffu! och den actioninriktade Full Metal Panic! The Second Raid.

## Handling
Sjuttonårige Sosuke Sagara tillhör den hemliga militärorganisationen MITHRIL. Han får i uppdrag att beskydda den jämnåriga flickan Kaname Chidori från terrorister. Exakt vad som gör henne eftertraktad av terroristerna är mer eller mindre okänt. Chidori vet själv inte någonting om varken hemliga militärorganisationer, terrorister eller hemligheterna hon bär på. Sosuke börjar i Kanames skolklass för att kunna hålla sig nära henne. Men det är inte lätt för den unge mannen som blivit uppfostrad på slagfältet, utan något som helst vardagsvett, att anpassa sig till den nya miljön.